# Escuela Argentina de Fotografía
La Escuela Argentina de Fotografía (A-1445), es una institución educativa de nivel terciario dedicada a la enseñanza de la fotografía en Argentina. Otorga títulos oficiales de validez nacional avalados por el Ministerio de Educación de la República Argentina. Posee sedes en la Ciudad Autónoma de Buenos Aires, en Pilar provincia de Buenos Aires, Salta y Tierra del Fuego.

Con 30 años de trayectoria, se destaca por ser una institución educativa con prestigio nacional e internacional. Actualmente continua enseñando fotografía analógica según los estándares de calidad artística, además de estar a la vanguardia de la fotografía digital. Fundada en 1987 por Elda Harrington y  Alejandro Montes de Oca. 

## Historia
Fundada en 1987 por Elda Harrington y Alejandro Montes de Oca con el objetivo de otorgar a sus estudiantes una formación en fotografía artística de calidad. Desde sus inicios destacados fotógrafos argentinos estuvieron presentes en sus instalaciones, tales como Alicia D´Amico,  Annemarie Heinrich, Juan Travnik, entre otros. En 1989 conformaron junto con la Fundación Luz Austral los Encuentros Abiertos de Fotografía para la difusión de la fotografía. En el 2010 gana el concurso Sony World Photography Awards Students Focus  con el nombramiento de “Universidad del Año”.

## Enseñanza de Fotografía
La Escuela Argentina de Fotografía posee una oferta diversa en la enseñanza de la fotografía. Actualmente se destaca por continuar impartiendo clases de fotografía analógica además de fotografía digital. La formación de sus estudiantes se caracteriza por integrar la técnica fotográfica con el desarrollo de la expresión artística y la comprensión de la ontología de la fotografía.
Desde sus inicios ofrece cursos y talleres con la dinámica de la integración de la técnica y el área artístico. En el año 2006 se incorpora a la enseñanza oficial incluyendo una carrera de nivel terciario que otorga el título de Técnico Superior en Imagen Fotográfica.

## Convenios. Premios
Los convenios de intercambios internacionales son una herramienta de aprendizaje importante en la formación de los estudiantes. La Escuela Argentina de Fotografía posee convenios de intercambio de estudiantes con instituciones educativas de Chile, Instituto Profesional Arcos y con la Universidad del Pacífico; Perú, Centro de la Imagen; Brasil, Ateliê da Imagen; Alemania, Folkwang University of the Arts; y Francia, Escuela Nacional Superior de Fotografía entre otros.